# Harish-Chandra-Integral
Das Harish-Chandra-Integral ist ein Integralbegriff, der seinen Ursprung im Studium der harmonischen Analysis über Lie-Gruppen hatte. Das Integral und die dazugehörige Formel finden heute in vielen Gebieten Anwendung wie zum Beispiel der Darstellungstheorie, der Theorie der Zufallsmatrizen, der stochastischen Analysis oder der Quantenfeldtheorie. Eine spezielle Rolle spielt das unitäre Integral, genannt Harish-Chandra-Itzykson-Zuber-Integral.
Die Integrale sind nach dem indischen Mathematiker Harish-Chandra benannt, der sie 1957 veröffentlichte, das HCIZ-Integral nach den französischen Physikern Claude Itzykson und Jean-Bernard Zuber.

## Definition
Ein Harish-Chandra-Integral ist die Funktion
{\displaystyle H(x,y):=\int _{G}e^{\langle \operatorname {Ad} _{g}x,y\rangle }\mathrm {d} g},
wobei {\displaystyle G} eine kompakte Lie-Gruppe ist, {\displaystyle \mathrm {d} g} ist das Haarsche Wahrscheinlichkeitsmaß, {\displaystyle x,y\in {\mathfrak {t}}\subset {\mathfrak {g}}=\operatorname {Lie} (G)} liegen in der Cartan-Unteralgebra (oder in der Komplexifizierung {\displaystyle {\mathfrak {t}}\subset {\mathfrak {g}}_{\mathbb {C} }}), {\displaystyle \operatorname {Ad} } ist die adjungierte Darstellung und {\displaystyle \langle \cdot {,}\cdot \rangle } das {\displaystyle \operatorname {Ad} }-invariante Skalarprodukt.

## Harish-Chandra-Formel
Sei {\displaystyle G} zusammenhängend und halbeinfach, {\displaystyle R^{+}} bezeichne das positive Wurzelsystem von {\displaystyle {\mathfrak {g}}}. Dann gilt
{\displaystyle \Delta _{\mathfrak {g}}(x)\Delta _{\mathfrak {g}}(y)\int _{G}e^{\langle \operatorname {Ad} _{g}x,y\rangle }\mathrm {d} g={\frac {[\![\Delta _{\mathfrak {g}},\Delta _{\mathfrak {g}}]\!]}{|W|}}\sum \limits _{w\in W}\varepsilon (w)e^{\langle w(x),y\rangle }}
mit der Weyl-Gruppe {\displaystyle W}, der Diskriminante {\displaystyle \textstyle \Delta _{\mathfrak {g}}(x):=\prod _{\alpha \in R^{+}}\langle \alpha ,x\rangle }, der Signatur {\displaystyle \varepsilon (w):=(-1)^{|w|}} und einer Konstanten {\displaystyle [\![\Delta _{\mathfrak {g}},\Delta _{\mathfrak {g}}]\!]}.

## Harish-Chandra-Itzykson-Zuber-Integralformel
Die Harish-Chandra–Itzykson–Zuber-Integralformel (HCIZ-Integralformel) lautet
{\displaystyle \int _{\operatorname {U} (n)}e^{\operatorname {tr} (AUBU^{*})}\mathrm {d} U=\left(\prod \limits _{p=1}^{n-1}p!\right){\frac {\operatorname {det} [e^{a_{i}b_{j}}]_{i,j=1}^{n}}{\Delta (A)\Delta (B)}}},
wobei {\displaystyle \operatorname {U} (n)} die {\displaystyle n\times n}-unitäre Gruppe ist und {\displaystyle \mathrm {d} U} das haarsche Wahrscheinlichkeitsmaß. {\displaystyle A,B} sind {\displaystyle n\times n}-hermitische Matrizen und {\displaystyle \Delta (A):=\prod \limits _{i<j}(a_{j}-a_{i})} bezeichnet die Vandermonde-Determinante, {\displaystyle a_{1}\leq \dots \leq a_{n}} bezeichnen die Eigenwerte der Matrix {\displaystyle A} (resp. {\displaystyle b_{1}\leq \dots \leq b_{n}} für die Matrix {\displaystyle B}).